# Barguelonne-en-Quercy
Barguelonne-en-Quercy község Franciaország Okcitánia régiójában, Lot megyében. Új községként 2019. január 1-jén jött létre három korábbi község: Saint-Daunès, Bagat-en-Quercy és Saint-Pantaléon egyesítésével.

## Népesség
| Lakosok száma | 680  | 690  | 696  | 697  | 702  | 706  |
|               | 2017 | 2018 | 2019 | 2020 | 2021 | 2022 |